# 伊娃根特里 (夏威夷州)
伊娃根特里（英語：ʻEwa Gentry）是位於美國夏威夷州檀香山縣的一個人口普查指定地區。

## 地理
伊娃根特里的座標為21°20′22″N 158°01′47″W / 21.33944°N 158.02972°W，而該地最高點為海拔高度12米（即39英尺）。

## 人口
根據2010年美國人口普查的數據，伊娃根特里的面積為0.80平方千米，均為陸地。當地共有人口22690人，而人口密度為每平方千米28,362.5人。